# Automeris altus
Automeris altus är en fjärilsart som beskrevs av Conte 1906. Automeris altus ingår i släktet Automeris och familjen påfågelsspinnare. Inga underarter finns listade i Catalogue of Life.